# Protosticta
Protosticta är ett släkte av trollsländor. Protosticta ingår i familjen Platystictidae.

## Dottertaxa tillProtosticta, i alfabetisk ordning[1]
- Protosticta annulata
- Protosticta antelopoides
- Protosticta beaumonti
- Protosticta bivittata
- Protosticta caroli
- Protosticta coomansi
- Protosticta curiosa
- Protosticta damacornu
- Protosticta davenporti
- Protosticta feronia
- Protosticta foersteri
- Protosticta fraseri
- Protosticta geijskesi
- Protosticta gracilis
- Protosticta grandis
- Protosticta gravelyi
- Protosticta hearseyi
- Protosticta himalaiaca
- Protosticta khaosoidaoensis
- Protosticta kiautai
- Protosticta kinabaluensis
- Protosticta lepteca
- Protosticta linduensis
- Protosticta linnaei
- Protosticta marenae
- Protosticta maurenbrecheri
- Protosticta medusa
- Protosticta pariwonoi
- Protosticta plicata
- Protosticta reslae
- Protosticta robusta
- Protosticta rozendalorum
- Protosticta rufostigma
- Protosticta sanguinostigma
- Protosticta satoi
- Protosticta simplicinervis
- Protosticta taipokauensis
- Protosticta trilobata
- Protosticta uncata
- Protosticta vanderstarrei